# Entwurf eines Cannabiskontrollgesetzes
Der Entwurf eines Cannabiskontrollgesetzes (CannKG) ist ein von der Bundestagsfraktion Bündnis 90/Die Grünen am 20. März 2015 in den deutschen Bundestag eingebrachter Gesetzesentwurf, der zum Ziel hat, Volljährigen einen rechtmäßigen Zugang zu Cannabis als Genussmittel zu ermöglichen und zugleich dem Jugend- und Verbraucherschutz sowie der Suchtprävention zu dienen. Der Gesetzentwurf (Drucksache 18/4204) vom 3. März 2015 löste kontroverse Reaktionen und ein deutschlandweites Medienecho aus.

## Begründung für den Gesetzesentwurf
Der Gesetzesentwurf wird von den Grünen wie folgt begründet:
„Die Prohibitionspolitik im Bereich von Cannabis ist vollständig gescheitert. Cannabis ist die am häufigsten konsumierte illegale Droge. In Deutschland gebrauchen nach Schätzungen allein 2,3 Millionen volljährige Bürger Cannabis. 22,2 % der 15 und 16-jährigen Schüler haben Cannabis konsumiert […]. Das derzeitige Verbot von Cannabis ist in mehrfacher Hinsicht problematisch. Jugendliche werden durch ein strafrechtliches Verbot nicht vom Cannabiskonsum abgehalten. Gleichzeitig verhindert das Betäubungsmittelrecht durch den so geschaffenen Schwarzmarkt glaubwürdige Prävention und wirksamen Jugendschutz. Zudem macht es einen effektiven Verbraucherschutz und Bemühungen um Schadensminderung unmöglich, da der illegalisierte Handel nicht effektiv kontrolliert werden kann. Letzteres ist vor allem deswegen bedenklich, [weil] auch Produkte vertrieben werden, die einen erhöhten Wirkstoffgehalt haben oder mit Glas, Blei oder anderen Stoffen verunreinigt sind. ‚Damit wird die gesundheitliche Gefährdung von Konsumenten bewusst in Kauf genommen.‘ Die Mehrzahl der volljährigen Konsumenten praktiziert keinen riskanten Gebrauch von Cannabis. Die geltende Rechtslage führt bei ihnen in der Konsequenz zu einer unverhältnismäßigen Kriminalisierung. So verzeichnete die polizeiliche Kriminalstatistik seit 2001 jährlich ca. 100.000 konsumnahe Delikte im Zusammenhang mit Cannabis. Für Volljährige ist das bisherige Verbot – auch verglichen mit anderen legalen Substanzen wie beispielsweise Alkohol – daher ‚ein unverhältnismäßiger Eingriff in ihre Handlungsfreiheit‘, weil der Konsum lediglich eine Selbstgefährdung darstellt. Das Bundesverfassungsgericht hat bereits 1994 die Möglichkeit einer eingeschränkten Strafbarkeit des Erwerbs und Besitzes kleiner Mengen von Cannabisprodukten zum gelegentlichen Eigenverbrauch eingeräumt […].“

## Alternativen
Sowohl in Vorwort als auch Begründung des CannKG wird ausgeführt, dass es zu dem Gesetz „keine Alternative“ gebe. Weder eine Fortführung der aktuellen Prohibitionspolitik noch eine unregulierte Legalisierung von Cannabis sei eine realistische Option.

## Beratungen im Bundestag
Am 20. März 2015 fand in einer mehr als einstündigen Debatte die Beratung des Gesetzentwurfs statt. Die erste Rednerin im Verlauf der mehr als einstündigen Debatte, die stellvertretende Fraktionsvorsitzende von Bündnis 90/Die Grünen Katja Dörner, forderte für Cannabis als Alltagsdroge eine „neue, vernünftige Grundlage für den Umgang damit“. Unmittelbar danach sprach die Bundesdrogenbeauftragte Marlene Mortler (CSU), die sich entschieden gegen das Gesetz aussprach. Marlene Mortler (CSU) geriet unter anderem wegen ihrer Aussagen in der Debatte im Bundestag unter heftige Kritik. Vorgeworfen wurde ihr dabei vor allem Inkompetenz, als "Meisterin der Ländlichen Hauswirtschaft" eine unzureichende Qualifizierung, Inkonsequentheit (aufgrund ihrer positiven Darstellung Alkoholkonsums) sowie eine Voreingenommenheit gegenüber Vorschlägen zur Legalisierung von Cannabis. Ein häufig kritisierter Punkt sind dabei ihre Begründungen auf die Frage wieso Alkohol legal und Cannabis illegal sei, etwa: „Alkohol gehört im Gegensatz zu Cannabis zu unserer Kultur“ und „Weil Cannabis eine illegale Droge ist. Punkt.“ Der drogenpolitische Sprecher der Linken, Frank Tempel befürwortete die Initiative und sagte: „Schwarzmarkt ist so ziemlich der schlechteste Jugendschutz“. Bettina Müller (SPD) räumte ein, der Vorschlag adressiere viele Punkte, bei denen auch sie Handlungsbedarf sehe, machte jedoch, wie auch ihr Fraktionskollege Burkhard Blienert deutlich, dass der Entwurf noch unausgegoren sei.
Eine weitere öffentliche Anhörung im Ausschuss für Gesundheit des Bundestages erfolgte am 16. März 2016.
Im Jahr 2018 folgte dann eine weitere Debatte zu Anträgen der FDP, der Linken und Grünen zu Modellprojekten, einem staatlich kontrollierten Markt und einer progressiven Verkehrspolitik im Hinblick auf Cannabis-Konsumenten.

## Kurzfassung des CannKG

### Artikel 1.1 Rechtmäßiger Zugang zu Cannabis für Erwachsene
Der Gesetzentwurf erlaubt Erwachsenen einen mengenmäßig begrenzten Zugang zu Cannabis und Cannabisprodukten. Hierzu dürfen Erwachsene eine begrenzte Anzahl von Cannabispflanzen für den privaten Verbrauch anbauen sowie die Ernte dieser Pflanzen aufbewahren und konsumieren. Erwachsene können daneben Cannabis in sogenannten Cannabisfachgeschäften erwerben.

### Artikel 1.2 Jugendschutz
Kindern und Jugendlichen unter 18 Jahren ist jeglicher Zugang zu Cannabis verboten. Um den Jugendschutz effektiv zu gewährleisten, sieht das Gesetz die Erfüllung verschiedener Schutzmaßnahmen sowohl durch Privatleute als auch Gewerbetreibende vor. Zum Jugendschutz zählen neben Sicherungsmaßnahmen des Anbaus und der Aufbewahrung von Cannabis, ein Mindestabstand der Cannabisfachgeschäfte von Schulen und Jugendhilfeeinrichtungen, ein Werbeverbot sowie Zugangskontrollen mit Altersnachweis. Zuwiderhandlungen, die den Jugendschutz unterlaufen, ahndet das Gesetz mit Straf- und Bußgeldvorschriften sowie – bei Gewerbetreibenden – mit einem Widerruf der Gewerbeerlaubnis.

### Artikel 1.3 Verbraucherschutz und Suchtprävention
Zur Risikominimierung für die volljährigen Konsumenten ist ein umfassender Verbraucher- und Gesundheitsschutz durch Angaben über die Inhaltsstoffe, die Konzentration der Wirkstoffe, umfangreiche Beipackzettel, Warnhinweise und Qualitätsstandards vorgesehen. Für den Betrieb von Cannabisfachgeschäften verlangt der Gesetzentwurf spezielle Schulungen des Verkaufspersonals sowie die Erstellung eines Sozialkonzepts, das Maßnahmen hinsichtlich der Suchtprävention und des Jugendschutzes darlegt.

### Artikel 1.4 Wirtschaftlicher Umgang mit Cannabis
Die gesamte Handelskette für Cannabis (Anbau, Großhandel, Import/Export, Einzelhandel, Transport, Verarbeitung) wird streng reguliert. Jeglicher wirtschaftlicher Umgang mit Cannabis erfordert eine behördliche Genehmigung und unterliegt strengen behördlichen Auflagen und Kontrollen. Die staatliche Regulierung der Handelskette für jedes Glied der Handelskette an deren Ende das Cannabisfachgeschäft steht, ermöglicht eine effektive Trennung der Märkte und Kontrolle des legalen Cannabishandels.

### Artikel 1.5 Sonstiger Umgang mit Cannabis und Nutzhanf
Der wissenschaftliche Umgang mit Cannabis sowie der Anbau von Nutzhanf sind nicht genehmigungspflichtig, werden aber einer Anzeigepflicht unterworfen.

### Artikel 1.6 Straf- und Bußgeldvorschriften
Artikel 1 ahndet Verstöße gegen das Cannabiskontrollgesetz mit Straf- und Bußgeldvorschriften, um die Einhaltung der gesetzlichen Vorschriften insbesondere des Jugendschutzes zu gewährleisten.

### Artikel 2 – Cannabissteuergesetz (CannStG)
Einführung einer Verbrauchssteuer
Mit einer Verbrauchsteuer auf Cannabis soll sichergestellt werden, dass der Bruttoverkaufspreis den bisherigen Straßenverkaufspreis von Cannabis nicht unterschreitet, so dass im Ergebnis keine Konsumausdehnung durch „billiges“ Cannabis entsteht. Das Steueraufkommen sollte für Präventionsprojekte oder zur Finanzierung anderer wichtiger sozialer Anliegen verwendet werden.

### Artikel 3 (Änderung des Betäubungsmittelgesetzes)
In Artikel 2 wird Cannabis und Nutzhanf aus dem Betäubungsmittelgesetz gestrichen.

### Artikel 4 (Änderung des Straßenverkehrsgesetzes)
Hier wird ein Grenzwert für Cannabis im Straßenverkehr geregelt.

## Besitz von Cannabis nach CannKG
Der Gesetzesentwurf sieht vor, dass Volljährigen Personen der Besitz von bis zu 30 Gramm Cannabis erlaubt wird, beziehungsweise der Besitz von bis zu drei weiblichen, blühenden Cannabispflanzen für den persönlichen oder gemeinschaftlichen Eigenbedarf oder deren Jahresernte (die Summe aller Ernten von maximal drei Cannabispflanzen innerhalb eines Jahres), unter der Auflage, dass Cannabis Kindern und Jugendlichen nicht zugänglich gemacht werden darf.

## Erwerb von Cannabis nach CannKG
Der Gesetzesentwurf sieht vor, dass Privatpersonen bis zu 30 Gramm Cannabis entgeltlich in Cannabisfachgeschäften erwerben können, allerdings nicht im Wege des Versandhandels (d. h. via Internet oder ähnliches) beziehungsweise durch den Anbau von bis zu drei weiblichen, blühenden Pflanzen.

## Antrag auf gewerblichen Anbau von Cannabis nach CannKG
Sofern der Anbau auf Feldern erfolgt, muss ein Nachweis erbracht werden, dass diese durch geeignete Mittel (Zäune) gesichert werden.
Erfolgt der Anbau in Gewächshäusern, muss deren genaue Lage (Ort, Straße, Hausnummer) beschrieben werden.
In beiden Fällen muss die genaue Sorte, die gepflanzt wird, sowie die Anbaufläche angegeben werden.

### Überwachung
Mit der Überwachung beauftragte Behörden sind befugt, Cannabishandel und -anbau zu überwachen, insbesondere:
1. Unterlagen über den Cannabishandel, den Anbau oder die Herstellung von Cannabis einzusehen,
2. Grundstücke, Gebäude, Gebäudeteile, Einrichtungen und Beförderungsmittel des Cannabishandels oder -anbaus zu betreten und zu besichtigen, wobei sich die beauftragten Personen davon zu überzeugen haben, dass die Vorschriften über den Cannabishandel oder den Cannabisanbau beachtet werden,
4. erforderliche Maßnahmen zur Ermittlung des Cannabinoidgehalts von Cannabis und Nutzhanf durchzuführen,
5. erforderliche Maßnahmen für die Vernichtung von nicht verkehrsfähigem Cannabis zu treffen.

## Cannabisfachgeschäfte nach CannKG

### Antrag auf Betrieb eines Cannabisfachgeschäftes
Ähnliches gilt auch für den Antrag Transport und Verarbeitung von Cannabis.
"(1) Zum Nachweis der Erlaubnisvoraussetzungen für den Betrieb eines Cannabisfachgeschäftes sind in der Regel Unterlagen mit den folgenden Angaben einzureichen:
1. die Namen, Vornamen oder die Firma und die Anschriften des Geschäftsinhabers als Antragsteller und der mit der Leitung des Geschäfts beauftragten Person,
2. die Namen der als Verkaufspersonal Beschäftigten sowie die nach § 23 Absatz 3 erforderlichen Nachweise über die Teilnahme an der Schulung „Verantwortungsvolles Verkaufen“; diese können bis zum direkten Kundenkontakt des Verkaufspersonals nachgereicht werden,
3. eine Auskunft nach dem Gewerbezentralregister gemäß § 150 Absatz 5 Gewerbeordnung,
4. ein Führungszeugnis nach § 30 Absatz 5 Bundeszentralregistergesetz für die in Nummer 1 und 2 genannten Personen,
5. eine Beschreibung der Lage des Cannabisfachgeschäftes nach Ort, Straße, Hausnummer,
6. eine Beschreibung des Sozialkonzepts […] und der Sicherungsmaßnahmen einschließlich der Alarmanlage sowie
7. ein plausibler Nachweis über die Einhaltung des Mindestabstands (diese können von den Ländern festgelegt werden) zur nächsten Schule oder anderen Einrichtungen, die ihrer Art nach oder tatsächlich vorwiegend von Kindern oder Jugendlichen aufgesucht werden.
(2) Erteilen die zuständigen Behörden der Länder eine Erlaubnis, ist eine Kopie der Erlaubnis der zuständigen Polizeibehörde zu übersenden." (Entwurf eines Cannabiskontrollgesetzes (CannKG) § 24)

### Vorgaben für ein Cannabisfachgeschäft nach CannKG
a) Der Betreiber eines Cannabisfachgeschäftes muss ein Sozialkonzept erstellen, welches folgende Punkte berücksichtigt:
1. Maßnahmen hinsichtlich der Suchtprävention,
2. Jugendschutz
3. Schulungsmaßnahmen des Verkaufspersonals.
Alle zwei Jahre ist der Genehmigungsbehörde ein Bericht zum Sozialkonzept vorzulegen.
b) Alle Verkäufer müssen über das Zertifikat „Verantwortungsvolles Verkaufen“ verfügen. Um dieses zu erlangen, müssen sie bei der Landes- oder Fachstellen für Suchtprävention oder bei vergleichbar qualifizierten Einrichtungen an einer Schulung teilnehmen und nachweisen, dass sie Kenntnisse im Umgang mit Cannabis, der Wirkungsweise und Gefahren von Cannabis sowie zur Prävention der Cannabisabhängigkeit und Früherkennung von riskanten Konsummustern und darauffolgenden Weitervermittlung von betroffenen Personen an Suchtberatungsstellen und/oder Therapieeinrichtungen erworben haben. Die Verkäufer müssen alle zwei Jahre an einer Fortbildung teilnehmen.
c) In einem Fachgeschäft müssen alle Cannabisprodukte in einem Tresor oder speziell gesicherten Raum gelagert werden.
d) Cannabis darf nicht abgegeben werden, wenn es nicht nach Stand von Wissenschaft und Technik hergestellt und geprüft worden ist, wenn es mit Stoffen verunreinigt ist, die geeignet sind, die Gesundheit zu gefährden oder Zusatzstoffe enthält, die nicht deutlich gekennzeichnet sind, wenn es mit Tabak oder Tabakprodukten vermischt wurde, wenn es mit Alkohol vermischt oder in Alkohol aufgelöst wurde, wenn in oder auf ihm unzulässige Pflanzenschutzmittel, Düngemittel, oder andere Pflanzen- oder Bodenbehandlungsmittel vorhanden sind. Cannabis darf in Cannabisfachgeschäften nur in Behältnissen mit einem Verschluss oder einer sonstigen Sicherheitsvorkehrung abgegeben werden.
e) Auf Verpackungen von Cannabisprodukten muss folgendes zu lesen sein:
1. Angaben zum Hersteller und Ort der Produktion / des Anbaus
2. Angaben zum Produkt (Sorte, Gewicht, Erntedatum, und ähnliches)
3. der Prozentwert von

a) THC und
b) mindestens einem weiteren Cannabinoid, in der Regel Cannabidiol (CBD) oder, wenn ein anderes Cannabinoid für die Wirkung bedeutsamer ist, das bedeutsamere Cannabinoid.
4. folgende Warnhinweise müssen auf die Verpackung gedruckt sein:
- „Der Konsum von Cannabis kann zu einer Abhängigkeit und weiteren gesundheitlichen Problemen führen. Kinder und Jugendliche können durch den Gebrauch von Cannabis in ihrer Entwicklung beeinträchtigt werden. Wenden Sie sich bei Problemen an Ihren Arzt oder die nächste Drogenberatungsstelle.“
- „Nur für Erwachsene. Für Kinder und Jugendliche unzugänglich aufbewahren.“
- „Nehmen Sie unter Einfluss von Cannabis nicht am Straßenverkehr teil“

5. Die Packungsbeilage muss folgendes beinhalten:
eine Aufzählung von Informationen, die vor dem Cannabiskonsum bekannt sein müssen:
a) Wechselwirkungen mit Medikamenten, sowie
b) die für eine ordnungsgemäße Anwendung erforderlichen Anleitungen über die Dosierung, Art der Anwendung und Wirkungsdauer, Hinweise für den Fall der Überdosierung, sowie eine Empfehlung zum tabakfreien, oralen Gebrauch
c) eine Beschreibung der Nebenwirkungen, die bei bestimmungsgemäßem Gebrauch von Cannabis eintreten können sowie bei Nebenwirkungen zu ergreifende Gegenmaßnahmen, soweit dies nach dem jeweiligen Stand der wissenschaftlichen Erkenntnis erforderlich ist.
d) eine Warnung vor dem Konsum von Cannabis während Schwangerschaft und Stillzeit
e) folgende Warnungen und Informationen:
- „Konsumieren Sie Cannabis gemeinsam mit Medikamenten nur nach Rücksprache mit Ihrem Arzt oder Apotheker.“
- „Schwangeren und Stillenden wird nachdrücklich vom Cannabiskonsum abgeraten.“
- „Der Konsum von Cannabis kann die Konzentrationsfähigkeit, das Urteilsvermögen und die Koordination beeinträchtigen. Bedienen Sie daher keine Maschinen und nehmen Sie unter dem Einfluss von Cannabis nicht am Straßenverkehr teil“

## Anbau von Nutzhanf
Für den Anbau von Nutzhanf gelten weiterhin die Europarechtlichen Regelungen.
Wer gegen CannKG verstößt, dem kann der Anbau von Nutzhanf untersagt werden.

## Strafen bei Verstoß gegen CannKG

### Strafvorschriften
(1) Mit Freiheitsstrafe bis zu drei Jahren oder mit Geldstrafe wird bestraft, wer
1. Cannabis an Kinder oder Jugendliche weitergibt,
2. ohne Erlaubnis über 30 Gramm Cannabis besitzt oder ohne Erlaubnis eine Jahresernte von mehr als drei Cannabispflanzen aufbewahrt,
3. ohne Erlaubnis mehr als drei weibliche, blühende Cannabispflanzen anbaut,
4. Cannabis, in oder auf dem Pflanzenschutz- oder sonstige Mittel oder deren Abbau- oder Reaktionsprodukte vorhanden sind, in den Verkehr bringt
5. vorsätzlich oder fahrlässig Cannabis in den Handel bringt, das mit Stoffen verunreinigt ist, die geeignet sind, die Gesundheit zu gefährden,
6. ohne Erlaubnis Cannabis in Mengen über 30 Gramm nach Deutschland einführt oder ausführt oder
7. ohne Erlaubnis mit Cannabis Handel treibt oder es ohne Erlaubnis verarbeitet oder transportiert.
(2) In besonders schweren Fällen ist die Strafe Freiheitsstrafe bis zu fünf Jahren. Ein besonders schwerer
Fall liegt in der Regel vor, wenn der Täter
1. wiederholt Cannabis an Kinder oder Jugendliche weitergibt,
2. gewerbsmäßig oder als Mitglied einer Bande handelt, die sich zur fortgesetzten Begehung solcher Taten verbunden hat,
3. durch eine in Absatz 1 Nr. 4 oder 5 bezeichnete Handlung die Gesundheit einer großen Zahl von Menschen
gefährdet oder
4. durch eine Tat nach Absatz 1 für sich oder einen anderen Vermögensvorteile großen Ausmaßes erlangt.

### Bußgeldvorschriften
(1) Ordnungswidrig handelt, wer vorsätzlich oder fahrlässig
1. gentechnisch veränderten Hanf oder Cannabis handelt, anbaut oder importiert,
2. Cannabis abgibt, das nicht nach Stand von Wissenschaft und Technik hergestellt und geprüft ist, Cannabis in Mischung mit Tabak, Tabakprodukten oder Alkohol abgibt,
3. Cannabis ohne Kennzeichnung, Warnhinweise, Beipackzettel oder kindersichere Verpackung vertreibt oder die Kennzeichnung, Warnhinweise, Beipackzettel oder kindersichere Verpackung nicht den Anforderungen entsprechen,
4. Cannabis in Automaten anbietet,
5. Aufzeichnungen nicht richtig oder nicht vollständig führt oder aufbewahrt oder Meldungen nicht rechtzeitig erstattet,
6. Sicherungsvorgaben oder der Pflicht zur Vernichtung nicht nachkommt,
7. für Cannabis wirbt,
8. Cannabis an Volljährige abgibt, obwohl Anzeichen für eine Weitergabe an Minderjährige vorliegen,
9. Kindern oder Jugendlichen den Zugang zu einem Cannabisfachgeschäft ermöglicht,
10. nicht alle zwei Jahre einen Bericht über die Umsetzung des Sozialkonzepts vorlegt,
11. Verkaufspersonal ohne Zertifikat „Verantwortungsvolles Verkaufen“ beschäftigt,
12. in einem Antrag unrichtige Angaben macht oder unrichtige Unterlagen beifügt,
13. eine Änderung nicht richtig, nicht vollständig oder nicht unverzüglich mitteilt,
14. einer vollziehbaren Anordnung zuwiderhandelt,
15. einer Duldungs- oder Mitwirkungspflicht nicht nachkommt oder
16. den wissenschaftlichen Umgang mit Cannabis oder den Anbau von Nutzhanf nicht, nicht richtig, nicht vollständig oder nicht rechtzeitig anzeigt.
(2) Die Ordnungswidrigkeit kann mit einer Geldbuße bis zu 100.000 Euro geahndet werden. Die Geldbuße soll den wirtschaftlichen Vorteil, den der Täter aus der Ordnungswidrigkeit gezogen hat, übersteigen. Reicht das gesetzliche Höchstmaß der in Satz 1 genannten Beträge hierfür nicht aus, so kann es überschritten werden.

## Besteuerung von Cannabis nach CannKG
(1) Die Cannabissteuer beträgt für
1 . getrocknete Pflanzenteile der weiblichen Cannabispflanze (auch „Marihuana“) vier Euro je Gramm Endverkaufsprodukt,
2 . das aus der weiblichen Cannabispflanze gewonnene und gepresste Harz (auch „Haschisch“) fünf Euro je Gramm Endverkaufsprodukt,
3 . das extrahierte Öl, andere Konzentrate oder Extrakte der weiblichen Cannabispflanze (beispielsweise Haschischöl) sechs Euro je Gramm Endverkaufsprodukt.
(2) Bei cannabishaltigen Waren wird das darin enthaltene Cannabis nach den Steuersätzen in Absatz 1 besteuert.

## Änderung bestehender Gesetze

### Änderung des BtMG
1. § 19 Absatz 3 (Anbau von Nutzhanf) wird gestrichen.
2. § 24a wird aufgehoben. (Anzeigepflicht von Nutzhanf)
3. In der Anlage 1 zu § 1 Absatz 1 (nicht verkehrsfähige Betäubungsmittel) werden Cannabis, Cannabisprodukte und -bestandteile gestrichen.

### Änderungen des Straßenverkehrsgesetzes
1. Dem § 24a Absatz 1 (0,5-Promille-Grenze) wird folgender Satz angefügt:

„Ordnungswidrig handelt auch, wer im Straßenverkehr ein Kraftfahrzeug führt, obwohl im Blutserum eine Konzentration von 5,0 ng/ml oder mehr aktives Delta-9-Tetrahydrocannabinol (aktives THC) gemessen wurde.“

2. In der Anlage (zu § 24a) (Substanzen deren Anwesenheit im Blut eine Ordnungswidrigkeit darstellt) werden die Wörter „Cannabis“ und „Tetrahydrocannabinol (THC)“ gestrichen.
3. Das Verordnungsrecht wird so abgeändert, dass die Anwesenheit von Cannabis-Wirkstoffen und -Abbauprodukten im Blut nicht mit einer Einziehung der Fahrerlaubnis geahndet werden.